# بوستان پلیس

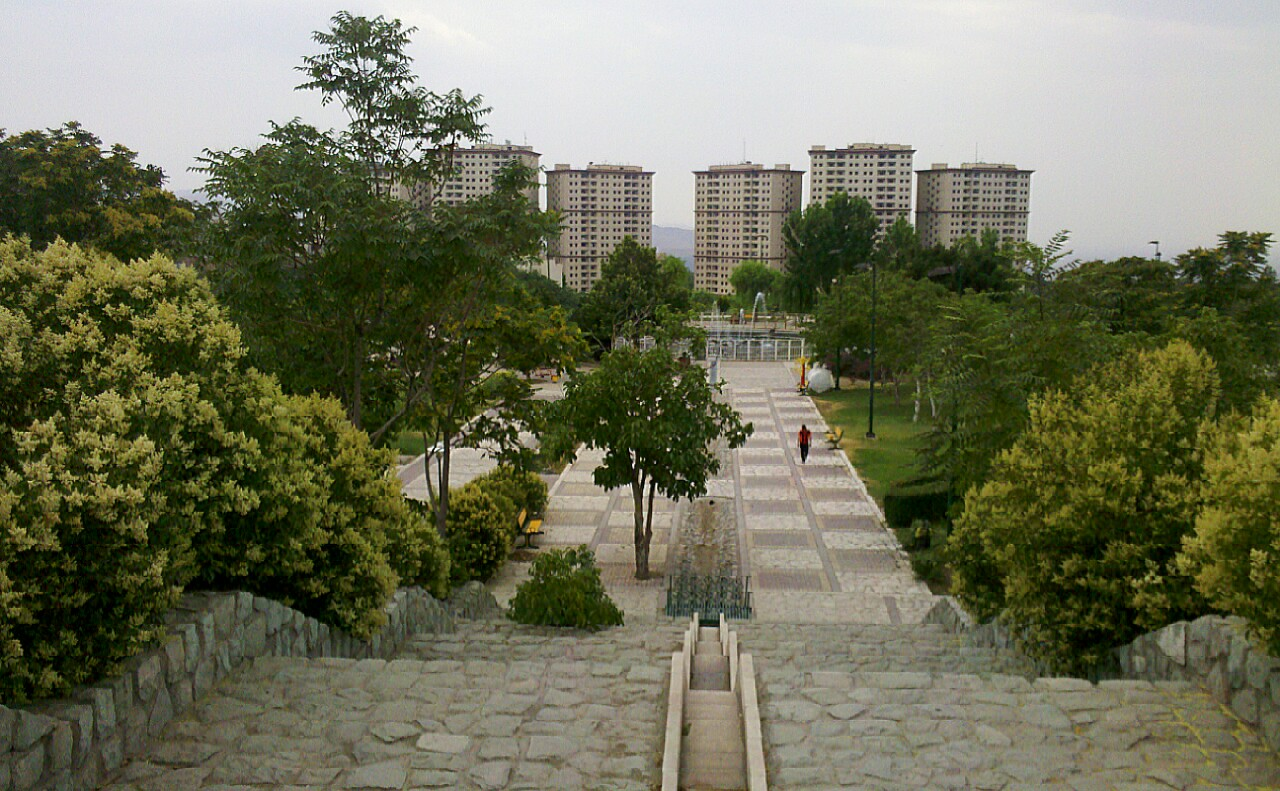
بوستان پلیس

بوستان پلیس در قطعه زمینی موسوم به باغ مجیدآباد (باغ اناری) واقع در شمال شرق تهران و بطور دقیق در شمال فلکه چهارم تهرانپارس و ضلع شمالی بزرگراه شهید زین الدین به مساحت ۵۱۶٬۶۶۳ مترمربع احداث و با حضور محمود احمدی نژاد شهردار وقت تهران ، اکبر هاشمی رفسنجانی رئیس وقت مجمع تشخیص مصلحت نظام و سرتیپ محمدباقر قالیباف فرمانده وقت نیروی انتظامی در اسفندماه ۱۳۸۲ افتتاح شده است. فضای این بوستان توسط خیابان سی و پنج متری پیشنهادی طرح تفضیلی شهر تهران موسوم به بلوار استقلال به دو قطعه تقسیم می‌گردد که قطعۀ شمالی حدود ۲۷ هکتار و قطعه‌ی جنوبی حدود ۲۴ هکتار بوده و ارتباط میان این دو بخش توسط یک پل عابر پیاده برقرار می‌گردد. طراحی محوطه‌ی این بوستان الهام گرفته از باغ‌های ایرانی است. در این بوستان محورهای طولی و عرضی عمود برهم، استخرهای زاویه‌دار همراه با جریان آب، راه‌های مستقیم و کلاً منظم هندسی به چشم می‌خورد و تنها معابر درجه ۳ فرعی به صورت نامنظم طراحی شده است و تقریباً می‌توان سبک طراحی آن را منظم دانست. برخی از گونه‌های گیاهی کاشته شده در این پارک عبارتند از: انار - کاج ـ سرو تبریزی ـ اقاقیا ـ بیدمجنون ـ زیتون ـ توت ـ پیراکانتا ـ یاس زرد ـ میخک هندی ـ ترون ـ زرشک ـ شیرخشت ـ بوداغ ـ مورد ـ شمشاد ـ انواع بالارونده‌ها.
اماکن و امکانات بوستان شامل موارد زیر هستند:
مسجد ـ مقبره شهدای گمنام - عمارت تاریخی ارباب هرمز - کتابخانه ـ سینما شش بعدی - آمفی تئاتر - بوفه ـ زمین بازی کودکان ـ وسایل بدنسازی ـ زمین ورزشی ـ آلاچیق ـ برکه ـ استخر ـ آبنما  - سرویس بهداشتی که به تدریج از اوایل دهه ۸۰ تاکنون بنا نهاده شده است.

## خطوط حمل و نقل عمومی
در حال حاضر پارک پلیس فاقد خط مترو می‌باشد ولی در برنامه‌های توسعه حمل و نقل ریلی تهران با ساخت خط ۱۰ مترو تهران (فلکه سجادیه - وردآورد) و احداث دو ایستگاه مترو با نام های ایستگاه متروی قنات کوثر در شرق تقاطع بزرگراه شهید باقری - بزرگراه شهید زین الدین یا شمال فلکه چهارم تهرانپارس و ایستگاه متروی مجیدآباد در بالای تقاطع بلوار استقلال حوالی خیابان بیستم دارای دسترسی با مترو خواهد شد.
خطوط اتوبوسرانی عبوری از مجاور این پارک عبارت است از:
■ خط ۲۰۸ از شهرک پارس به پل خاقانی (در مسیر خیابان توحید ، پل استقلال - بزرگراه باقری ، شهرک امید ، بلوار استقلال ، خیابان سراج ، بلوار دلاوران ، میدان الغدیر ، دانشگاه علم و صنعت ، سه راه فرجام‌ ، مترو سرسبز ، میدان رسالت ، دردشت ، نارمک ، میدان شقایق )
■ خط ۳۹۹ از شهرک شهید بهشتی به پایانه علم و صنعت (در مسیر خیابان استخر، استقلال، فلکه‌های چهارم، سوم، دوم و اول تهرانپارس، خیابان جانبازان)
■ خط ۴۰۲ از شهرک پارس به چهارراه تهرانپارس (در مسیر بلوار استقلال، استخر، پروین، بزرگراه رسالت، ایستگاه متروی تهرانپارس و فلکه اول تهرانپارس)